# 1708 Політ
1708 Політ (1708 Pólit) — астероїд головного поясу, відкритий 1 грудня 1929 року.
Тіссеранів параметр щодо Юпітера — 3,202.